# رگی نالدر
رگی نالدر (انگلیسی: Reggie Nalder؛ ۴ سپتامبر ۱۹۰۷ – ۱۹ نوامبر ۱۹۹۱) یک هنرپیشه اهل اتریش بود. 
از فیلم‌ها یا برنامه‌های تلویزیونی که وی در آن نقش داشته است می‌توان به مردی که زیاد می‌دانست، پرنده‌ای با بال‌های بلورین اشاره کرد.